# Phase-Change Dual

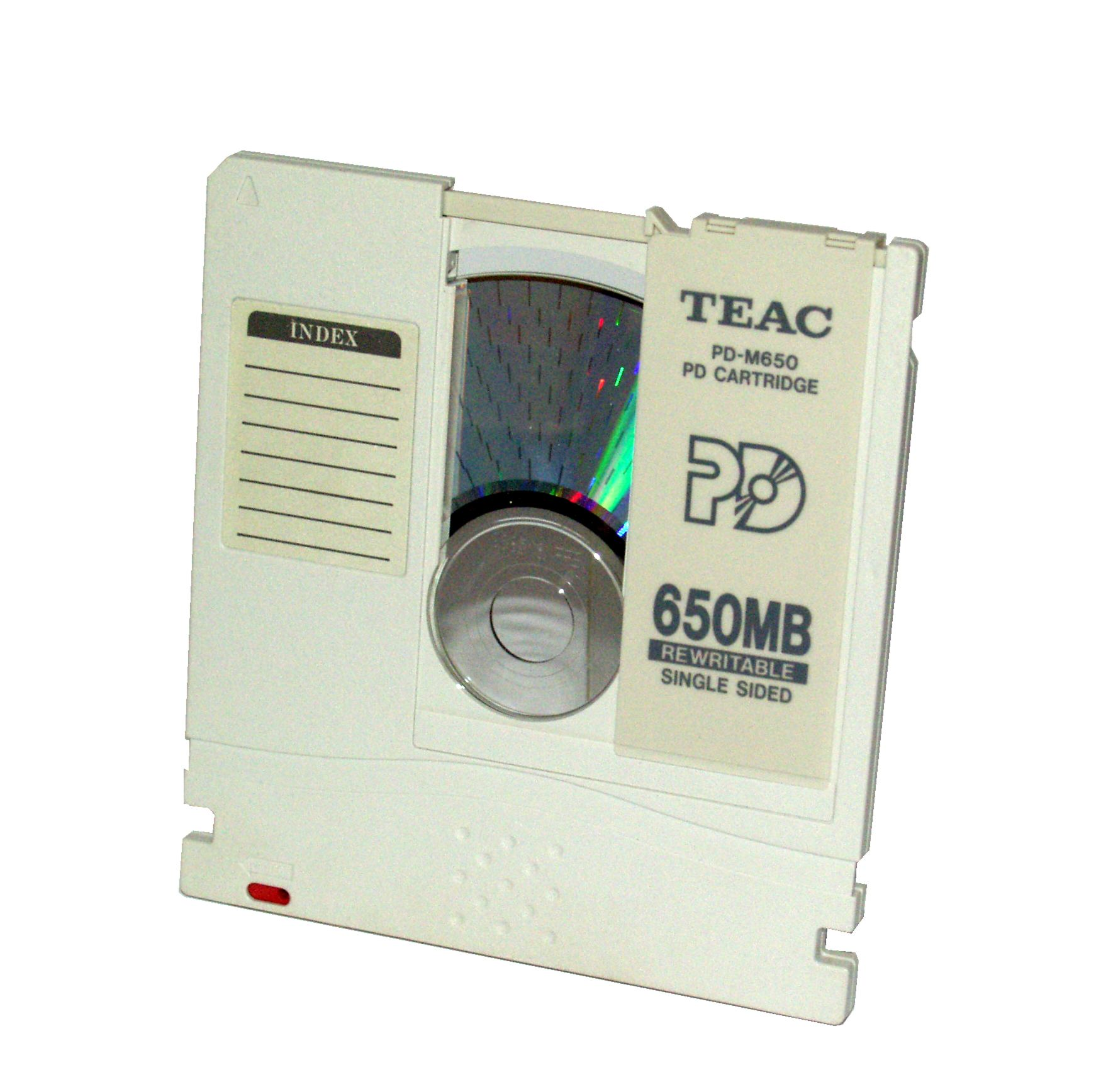
Cara delantera de un PD.

Phase-Change Dual (PD) es un dispositivo de almacenamiento óptico introducido por Panasonic en 1995. Entre sus principales características, está la capacidad de sobrescritura.
Al igual que ocurre con los CD-RW un PD usa una capa de cambio de fase que puede ser sobrescrita mediante una simple pasada del cabezal de lectura/escritura.
Un PD tiene una capacidad algo menor a la de un CD-ROM, aproximadamente 650 MB, puede ser sobrescrito unas 500.000 veces y está “encapsulado” en un cartucho protector.
Es obvio que estos discos nunca tuvieron aceptación comercial.
Los discos PD pueden ser leídos, además de por las unidades PD, por la primera generación de unidades de lectura Panasonic DVD-RAM y grabadoras Multi CD-R, mientras que una unidad PD puede leer, además de discos PD, CD-ROMs simples.